# Autovia Mudèjar
L'Autovia Mudèjar o A-23 és una autovia de titularitat estatal que unirà Sagunt i el seu port amb el Túnel de Somport, vertebrant tot l'Aragó i comunicant el Pirineu central amb el Mediterrani. En l'actualitat (2008), els trams entre Sagunt i Saragossa són operatius. Comunica per tant les ciutats de Jaca, Sabiñánigo, Osca, Saragossa, Terol, Sogorb i Sagunt, i enllaça amb l'Autovia del Mediterrani i l'Autovia del Nord-est.

## Nomenclatura
L'A-23 és el resultat del desdoblament de la N-234, entre Sagunt i Daroca, i de la N-330 d'ací fins a Somport.
La seua nomenclatura ve, igual que quasi totes les conversions de carreteres nacionals a autovies, de les dues primeres xifres del nom antic (N-234 > A-23), i la lletra A per autovia pertanyent al Ministeri de Foment.
L'A-23 també té nomenclatura europea: forma part de la E-07, que comunica Pau, capital de Bearn, amb Sagunt, capital del Camp de Morvedre.
Al tram francès, la via s'anomena la N 134, que uneix Pau amb Oloron i la frontera.

## Traçat actual
Discorre des de Sagunt fins a Somport.
Dels 445,36 quilòmetres que tindrà una vegada siguen finalitzades les obres, 360,4 estan en funcionament, 37,06 en obres i els 47,9 restants pendents de licitació d'obres i redacció de projecte. Actualment el temps que triga anar de Sagunt a Somport és de vora 5 hores i 15 minuts.

## Art
En diversos trams de l'autovia, sota alguns ponts i passos superiors, es poden apreciar escultures denominades estrelles mudèjars, creades en 2007 pels escultors José Luis Gracia i Francisco Javier Bueno. Aquestes obres, realitzades en acer tallin, reten homenatge a l'art mudèjar característic de les localitats que travessa aquesta via, especialment a Aragó. Una de les escultures més destacades és l'Estrella Mudèjar de Singra, situada en el quilòmetre 154, que amb les seves imponents dimensions (5 metres d'alt, 18 de llarg i 45 metres en la seva part més ampla) representa una corba de l'autovia dins d'una estrella mudèjar, dissenyada per l'artista Juliol Tàpia Gasca l'any 2000.

## Trams
| Denominació | Tram | Kilòmetres  | Any servei / Estat (2025)                                                          |
| ----------- | --- | ----------- | ---------------------------------------------------------------------------------- |
| A-23        | Sagunt - Soneixa | 16,9        | 1997                                                                               |
| A-23        | Variant de Sogorb Tram: Geldo - Alçada | 4,5         | 2003                                                                               |
| A-23        | Alçada - Riu Palància | 6,5         | 2005                                                                               |
| A-23        | Riu Palància - Viver | 10,2        | 2006                                                                               |
| A-23        | Viver - Limítrof País Valencià/Aragó Subtram: Viver - Barraques Sud Subtram: Variant de Barraques Subtram: Barraques Nord - Limítrof País Valencià/Aragó | 8,2 3,5 2,5 | 2007 2006                                                                          |
| A-23        | Limítrof País Valencià/Aragó - Sarrió | 17,7        | 2006                                                                               |
| A-23        | Sarrió - Port Escandó | 21,5        | 2005                                                                               |
| A-23        | Port Escandó - Terol Nord | 15,5        | 2005                                                                               |
| A-23        | Terol Nord - Santa Eulàlia del Camp | 27,2        | 2005                                                                               |
| A-23        | Santa Eulàlia del Camp - Monreal del Camp | 25,3        | 2001                                                                               |
| A-23        | Monreal del Camp - Calamocha | 11,2        | 2001                                                                               |
| A-23        | Calamocha - Romans | 27,8        | 2008                                                                               |
| A-23        | Romans - Mainar | 5,6         | 2007                                                                               |
| A-23        | Mainar - Paniza | 16,9        | 2007                                                                               |
| A-23        | Paniza - Barrenc de Torrubia | 19,2        | 2007                                                                               |
| A-23        | Barrenc de Torrubia - María de Huerva | 13,1        | 2006                                                                               |
| A-23        | María de Huerva - Saragossa Sud Z-40 | 11,5        | 2005                                                                               |
| Z-40        | Ronda Sud-Est de Saragossa Tram Ronda Sud: Valdespartera - San José Tram Ronda Est: Sant Josep - Santa Isabel A-2 | 7,9 6,5     | 2003 2008                                                                          |
| E-7 A-23    | Saragossa Nord - Villanueva de Gállego Sud Tram original: Actur-Rei Fernando (Saragossa Nord) A-2 - Pol. ind. Sant Miquel Nou Accés Nord: Santa Isabel (Saragossa Est) Z-40 A-2 -\|Plantilla:Identificat ind. Sant Miquel Tram original: Pol. ind. Sant Miquel - Villanueva de Gállego Sud Remodelació: Pol. ind. Sant Miquel - Villanueva de Gállego Sud | 6 7 3 3     | 1991 2008 1991 2008                                                                |
| E-7 A-23    | Villanueva de Gállego Sud - Zuera | 17          | 1998                                                                               |
| E-7 A-23    | Zuera - Almudévar | 22          | 1998                                                                               |
| E-7 A-23    | Almudévar - Osca Nord | 21,7        | 1997                                                                               |
| E-7 A-23    | Osca Nord - Nou | 11,5        | 2000                                                                               |
| E-7 A-23    | Nou - Congost d'Isuela | 5           | 2014                                                                               |
| E-7 A-23    | Congost d'Isuela - Arguis Tram provisional (nou túnel sentit Nord) Tram complet (remodelació sentit Sud) | 2,3 3,3     | 2019                                                                               |
| E-7 A-23    | Arguis - Alt de Monrepós | 3,2         | 2014                                                                               |
| E-7 A-23    | Alt de Monrepós - Caldearenas Tram (sentit Nord i túnels de Monrepós) Tram remodelat (sentit Sud) | 5,4 7,6     | 2019                                                                               |
| E-7 A-23    | Caldearenes - Lanave Subtram: Caldearenas - Belarra (sentit Nord) Subtram: Caldearenas - Belarra (sentit Sud) Subtram: Belarra - Lanave | 0,9 0,9 4,5 | 2019 2018                                                                          |
|             | Lanave - Sabiñánigo Sud | 8,7         | Obres represes (obertura retardada a 2028 o 2029)                                  |
| E-7 A-23    | Sabiñánigo Sud - Sabiñánigo Aquest | 3,0         | 2014                                                                               |
|             | Sabiñánigo Est - Sabiñánigo Oest | 7,6         | En obres (obertura retardada a finals de 2025 o 2026)                              |
| E-7 A-23    | Sabiñánigo Oest - Jaca Est | 10,2        | 2011                                                                               |
|             | Jaca Est - Jaca Nord A-21 | 3,1         | Projecte acabat (pendent licitació d'obres) principals eixos de carreteres d'Aragó |
|             | Jaca Nord A-21 - Boca Sud del Túnel de Somport | 19          | Estudi informatiu                                                                  |
| E-7 N-330   | Túnel de Somport Tram: Canfranc - Les Forges d'Abel (França) | 8,6         | 2003                                                                               |